# Sulfito de dietilo
Sulfito de dietilo (C4H10O3S) é um éster de ácido sulfuroso. Sulfito de dietilo inibe o crescimento de esporos de mofo durante a estocagem de grãos.
Sulfito de dietilo é usado como um aditivo em alguns polímeros para prevenir oxidação.